# Elecciones al Congreso de los Diputados de noviembre de 2019 (Jaén)
Las elecciones al Congreso de los Diputados de noviembre de 2019 se celebraron en la provincia de Jaén el domingo 10 de noviembre, como parte de las elecciones generales convocadas por Real Decreto dispuesto el 4 de marzo de 2019 y publicado en el Boletín Oficial del Estado el día siguiente. Se eligieron los 5 diputados del Congreso correspondientes a la circunscripción electoral de Jaén, mediante un sistema proporcional (método d'Hondt) con listas cerradas y un umbral electoral del 10%.

## Resultados
Los comicios depararon 3 escaños al Partido Socialista Obrero Español y 1 al Partido Popular, y a Vox
| Candidatura                                                | Candidatura                                                | Votos   | %                                       | Escaños                                 |
| ---------------------------------------------------------- | ---------------------------------------------------------- | ------- | --------------------------------------- | --------------------------------------- |
|                                                            | Partido Socialista Obrero Español (PSOE)                   | 141 737 | 39,18                                   | 3                                       |
|                                                            | Partido Popular (PP)                                       | 82 055  | 22,68                                   | 1                                       |
|                                                            | Vox (VOX)                                                  | 71 950  | 19,89                                   | 1                                       |
| Unidas Podemos (Podemos-IU-Equo)                           | Unidas Podemos (Podemos-IU-Equo)                           | 35 962  | 9,94                                    | 0                                       |
| Ciudadanos-Partido de la Ciudadanía (Cs)                   | Ciudadanos-Partido de la Ciudadanía (Cs)                   | 24 816  | 6,86                                    | 0                                       |
| Partido Animalista Contra el Maltrato Animal (PACMA)       | Partido Animalista Contra el Maltrato Animal (PACMA)       | 2766    | 0,76                                    | 0                                       |
| Andalucía por el Sí (AxSI)                                 | Andalucía por el Sí (AxSI)                                 | 856     | 0,24                                    | 0                                       |
| Partido Comunista de los Trabajadores de España (PCTE)     | Partido Comunista de los Trabajadores de España (PCTE)     | 471     | 0,13                                    | 0                                       |
| Recortes Cero-Grupo Verde (R0-GV)                          | Recortes Cero-Grupo Verde (R0-GV)                          | 464     | 0,13                                    | 0                                       |
| Partido un Mundo Más Justo (PUM+J)                         | Partido un Mundo Más Justo (PUM+J)                         | 419     | 0,12                                    | 0                                       |
| Partido Republicano Independiente Solidario Andaluz (RISA) | Partido Republicano Independiente Solidario Andaluz (RISA) | 249     | 0,07                                    | 0                                       |
| Votos válidos                                              | Votos válidos                                              | 361 745 | 100,00                                  | 5                                       |
| Votos nulos                                                | Votos nulos                                                | 5937    | Participación: · \| \| 70,45 % \| 5,62% | Participación: · \| \| 70,45 % \| 5,62% |
| Votantes                                                   | Votantes                                                   | 371 043 | Participación: · \| \| 70,45 % \| 5,62% | Participación: · \| \| 70,45 % \| 5,62% |
| Electores                                                  | Electores                                                  | 526 659 | Participación: · \| \| 70,45 % \| 5,62% | Participación: · \| \| 70,45 % \| 5,62% |
|                                                            | 70,45 %                                                    |         |                                         |                                         |

## Diputados electos
Relación de diputados electos:
| N.º | Nombre                          | Lista | Lista |
| --- | ------------------------------- | ----- | ----- |
| 1   | Felipe Jesús Sicilia Alférez    |       | PSOE  |
| 2   | Juan Diego Requena Ruiz         |       | PP    |
| 3   | Francisco José Alcaraz Martos   |       | Vox   |
| 4   | Laura Berja Vega                |       | PSOE  |
| 5   | Juan Francisco Serrano Martínez |       | PSOE  |